# لورانس جوزيف
لورانس جوزيف (بالإنجليزية: Lawrence Joseph)‏ هو محامي أمريكي، ولد في 1948 في ديترويت في الولايات المتحدة.